# 静岡市立賤機北小学校
静岡市立賤機北小学校（しずおかしりつ しずはたきたしょうがっこう）は、静岡県静岡市葵区俵沢にある公立小学校。

## 沿革
- 1874年（明治7年）6月 - 郷島ほか4ヶ村連合して、郷島村秘在寺に「又脣舎」を設立する[1]。
- 1881年（明治14年）2月 - 俵沢8ヶ村連合して校舎を俵沢村に設け、「晁唇学校」とする[1]。
- 1889年（明治22年）9月 - 南北組合立賤機村尋常高等小学校俵沢分教室に改名[1]。
- 1892年（明治25年）6月 - 北賤機村南賤機村組合立俵沢尋常小学校と称す[1]。
- 1899年（明治32年）6月 - 南北賤機村解散につき、村立俵沢尋常小学校に改名[1]。
- 1909年（明治42年）7月 - 南北組合立賤機村尋常高等小学校俵沢分教室に改名[1]。
- 1918年（大正7年）4月 - 賤機村第二尋常小学校と改名[1]。
- 1925年（大正14年）4月 - 賤機北尋常高等小学校と改名[1]。
- 1932年（昭和7年）4月1日 - 賤機村の静岡市編入に伴い、静岡市立賤機北尋常小学校に改名。
- 1941年（昭和16年）4月1日 - 国民学校令施行により、静岡市立賤機北国民学校に改名。
- 1947年（昭和22年）4月 - 静岡市立賤機北小学校と改称。
- 1974年（昭和49年）11月 - 創立100周年記念式典を行う、100周年記念碑除幕式。
- 1999年（平成11年）11月 - 創立125周年記念式典開催。

## 通学区域
葵区
- 俵沢
- 野田平
- 郷島
- 油島
- 俵峰

## アクセス
- しずてつジャストライン安倍線 「俵沢」停留所から、徒歩4分